# رافاييل أغوديلو
رافاييل أغوديلو (بالإسبانية: Rafael Agudelo)‏ هو لاعب كرة قدم كولومبي في مركز مهاجم ‏، ولد في 17 مايو 1954 في سانتا مارتا في كولومبيا. لعب مع أمريكا دي كالي.

## وصلات خارجية
- رافاييل أغوديلو على موقع ناشيونال فوتبول تيمز (الإنجليزية)